# اچ‌دی ۲۱۲۴۲
اچ‌دی ۲۱۲۴۲ یک ستاره است که در صورت فلکی برج حمل قرار دارد.